# Ignazio Lavagna Fieschi
Ignazio Lavagna Fieschi (Reggio Calabria, 1814 – Reggio Calabria, 1871) è stato un pittore italiano.

## Biografia
Discendente da una nobile famiglia spagnola, si trasferì in giovane età, intorno al 1837, nella città di Napoli dove si iscrisse all'Istituto di Belle Arti, frequentando la Scuola di Salvatore Fergola. Subì l'influenza della Scuola di Posillipo, di Anton Sminck van Pitloo e di Giacinto Gigante. Fu un apprezzato pittore di paesaggi.

## Le opere
La produzione pittorica del Lavagna Fieschi si limita a 13 dipinti, datati alcuni a cavallo tra il 1842 e il 1843 altri risalenti al 1844. I dipinti ritraggono vedute montane e marine, quasi tutte d'ambiente campano. Il suo è un colore caldo e armonico, con una ricerca lirica di effetti di luce. I dipinti, restaurati da Michele Prestipino, per conto della Sovrintendenza delle Antichità della Calabria, furono esposti per lungo tempo nella sala VI dedicata alla pittura del Museo Nazionale di Reggio Calabria. Attualmente si trovano esposte nella Pinacoteca civica cittadina. Del Lavagna Fieschi meritano di essere menzionate le seguenti opere, oli su tela, aventi per tema le vedute di:
- Pozzuoli-La montagna spaccata del 1843, dominato da vaste zone remiganti e cieli nuvolosi.
- Pozzuoli-Veduta dei Campi Flegrei.
- Cava dei Tirreni del 1843.
- Sorrento-Costiera.
- Salerno-Vietri sul mare:Panorama visto da Cava dei Tirreni.
- Napoli-Costa Vesuviana del 1843.
- Amalfi-Valle dei Mulini del 1844.
- Veduta del Castello Aragonese di Ischia.
- Pompei-via dei Sepolcri del 1844, vie dominate, nelle loro fughe prospettiche, da Sepolcri della distrutta antica Pompei.
- Napoli- Mergellina, sullo sfondo il Castel dell'Ovo e il Vesuvio, quadro fatto da semplici architetture dallo squadro ampio e austero.
- Veduta di un ambito marittimo: nello sfondo l'Etna e le ultime propaggini dei Peloritani del 1843.